# Proteína vegetal hidrolizada
Los productos de proteína vegetal hidrolizada son productos alimenticios obtenidos por hidrólisis de proteínas vegetales y se utilizan como ingredientes para crear un sabor a caldo sin necesidad de verduras, huesos, cocción a fuego lento u otros elementos estándar para crear caldo desde cero.
Con respecto al proceso de producción, se puede hacer una distinción entre proteína vegetal hidrolizada con ácidos, producida enzimáticamente, etc. Los productos de proteína vegetal hidrolizada se utilizan especialmente para redondear el sabor de sopas, salsas, productos cárnicos, aperitivos y otros platos, así como para la elaboración de sopas y caldos listos para cocinar.

## Historia
Los tecnólogos de alimentos saben desde hace mucho tiempo que la hidrólisis de proteínas produce un olor y sabor a caldo de carne. En 1831, Berzelius obtuvo productos con sabor a caldo de carne al hidrolizar proteínas con ácido clorhídrico.
Fischer concluyó que los aminoácidos contribuían al sabor específico. En 1954, Philipps descubrió que el olor a caldo requería la presencia de proteínas que contenían treonina. Otra sustancia importante que da un sabor característico es el ácido glutámico.
Julius Maggi produjo industrialmente proteína vegetal hidrolizada catalizada por ácido por primera vez en 1886.

## Producción
Casi todos los productos ricos en proteínas son adecuados para la producción de proteínas hidrolizadas. Hoy en día, se elabora principalmente a partir de recursos proteicos de origen vegetal, como harina de maíz, harina de soja o gluten de trigo.
Las proteínas consisten en cadenas de aminoácidos unidas mediante enlaces amida. Cuando se somete a hidrólisis, la proteína se descompone en los aminoácidos que la componen. En la industria, se utiliza principalmente ácido clorhídrico para realizar este proceso. El ácido restante se neutraliza con un álcali como el hidróxido de sodio, que deja cloruro de sodio (sal de mesa), que comprende hasta el 20% del producto final.

## Proceso
El proceso de fabricación de proteína vegetal hidrolizada varía según las propiedades organolépticas deseadas para el producto final. En general, las materias primas vegetales comunes utilizadas en la producción de incluyen semillas oleaginosas desgrasadas (soja, semilla de uva...) y proteicas (principalmente de maíz, trigo, guisantes y arroz).
Para la producción de proteínas vegetales hidrolizadas por vía ácida, se realiza la hidrólisis por cocción con ácido clorhídrico diluido (15-20%), a una temperatura entre 90 y 120 °C durante hasta 8 horas. Después de enfriar, el hidrolizado se neutraliza con carbonato de sodio o hidróxido de sodio a un pH de 5 a 6. El hidrolizado se filtra para eliminar la fracción de carbohidrato insoluble (humina) y luego se refina adicionalmente. La fuente de la materia prima, la concentración del ácido, la temperatura de reacción, el tiempo de reacción y otros factores pueden afectar las propiedades organolépticas del producto final. Puede emplearse un tratamiento con carbón activado para eliminar los componentes de sabor y color, según la especificación requerida. Después de una filtración final, dependiendo de la aplicación, puede fortificarse con componentes aromatizantes adicionales. A partir de entonces, el producto se puede almacenar como un líquido al 30-40% de materia seca, o alternativamente se puede secar por aspersión o secar al vacío y usarse posteriormente como ingrediente alimentario.
Para el proceso de producción de proteínas vegetales hidrolizadas por vía enzimática, se utilizan enzimas para descomponer las proteínas. Para descomponer la proteína en aminoácidos, se agregan proteasas a la mezcla de proteína desgrasada y agua. Dado que no se forma sal durante el proceso de producción, agregar sal como ingrediente es una práctica común para cumplir con los criterios descritos en el Código de Prácticas Europeo para caldos y consomés. Debido a la sensibilidad de las enzimas a un pH específico, se puede agregar un ácido o una base para igualar el pH óptimo. Dependiendo de la actividad de las enzimas, se necesitan hasta 24 horas para descomponer las proteínas. La mezcla se calienta para inactivar las enzimas y luego se filtra para eliminar el ácido húmico insoluble.